# هیزم‌شکنان
هیزم‌شکنان (انگلیسی: Wood splitters) یک نقاشی رنگ روغن بر روی بوک کرباس از نقاش برجستهٔ استرالیایی مکتب هایدلبرگ، تام رابرتز می‌باشد که در تاریخ ۱۸۸۶ طراحی گردید. این نقاشی نشانگر سه کارگر روستایی است که در حال شکستن چوب‌ها برای ذخیرهٔ هیزم و زغال‌سنگ می‌باشند. رابرتز این اثر را تحت تأثیر مکتب باربیزون و جولز باستین-لئوپیج به تصویر کشیده که دارای درونمایه‌هایی از مردان روستایی و کارهای معمول ایشان می‌باشد. این تأثیرات در آثار دیگر رابرتز از جمله پشم‌چینی رمه‌ها و رمیدن به خوبی مشهود است.